# وجيه غالي
وجيه غالي (1930 - 1969) كاتب مصري، له رواية وحيدة هي بيرة في نادي البلياردو والتي كتبها أثناء إقامته في أوائل الستينيات بين برلين ولندن، ترك غالي بلده مصر في أوائل الستينيات وسافر إلى أوروبا ليعمل في وظائف غير مستقرة، منها عامل في مصانع ببرلين وعدد من الوظائف الأخرى، وهي الفترة التي بدأ فيها بكتابة روايته الأولى والوحيدة، كما عمل كمراسل صحفي وكتب تحقيقات لمجلة صنداي تايمز بناء على زيارته لإسرائيل في الستينيات، انتحر وجيه غالي في شقة الكاتبة الإنجليزية ديانا آتهيل عام 1969.

## سيرته
وُلد وجيه غالي في الإسكندرية، لعائلة قبطية. وفقًا لصديقته ومحررته مؤلفاته "ديانا آتهيل"، أخفى غالي بعناية التفاصيل المتعلقة بماضيه ونادرًا ما تحدث عنها. تذكر مذكرات غالي يوم ميلاده (25 فبراير)، لكنها لا تذكر سنة ميلاده. وعلى الأرجح ولد بين عامي 1927 و1929. عندما كان صغيرًا توفي والده وتزوجت والدته من شخص آخر. يكتب غالي في مذكراته عن معانات عائلته المالية. مشردًا، تنقل بين بيوت الأصدقاء والأقارب في كل من الإسكندرية والقاهرة. ومع ذلك، كان أفراد أسرته الممتدة أثرياء وذوي نفوذ.
التحق غالي بكلية فيكتوريا، في حرميها بالإسكندرية والقاهرة، من 1944 إلى 1947. وكتبت إيمان مرسال الشاعرة المصرية المقيمة في كندا، عن طفولته قائلة أنه «كان صديق طفولة ودراسة للممثل المصري أحمد رمزي».
درس في كلية الطب بجامعة القاهرة، وكان حاضرًا عندما نظم الطلاب مظاهرة في 4 ديسمبر 1948 راح ضحيتها الشرطي سليم زكي. بدأ غالي دراساته الطبية في جامعة السوربون في باريس، لكنه لم يكملها. غادر باريس عام 1953. عاش أيضًا في لندن في منتصف الخمسينيات.
يشير أحد التقارير إلى أنه غادر مصر نهائيًا عام 1958. ومع ذلك، فإن المقالات السردية الشخصية التي نشرها في صحيفة الغارديان (مانشستر) بين عامي 1957 و1959 حول الحياة في المنفى تشير إلى أن غالي كان يعيش بالفعل في أوروبا بحلول ذلك الوقت. بعد أن عاش في ستوكهولم لبعض الوقت، انتقل غالي إلى ألمانيا الغربية في عام 1960. وفقًا لآتهيل، فقد وافق على أي عمل أمكنه أن يعثر عليه، بما في ذلك العمل في أرصفة الموانئ في هامبورغ، كعامل في مصنع وكوكيل. من عام 1964 حتى عام 1966، عمل لدى فيلق الأجور الملكية بالجيش البريطاني في ريدت بألمانيا الغربية. في مايو 1966، عاد غالي إلى لندن، حيث استمر في السعي لنيل أي وظيفة تمكنه من الحصول على لقمة العيش.
في 26 ديسمبر 1968، ابتلع غالي علبة كاملة من الحبوب المنومة في شقة ديانا آتهيل. توفي في 5 يناير 1969. نشرت آتهيل رواية خيالية مستوحاة من علاقتها بغالي بعنوان بعد الجنازة (1986).

## كتاباته

### مقالاته في ذا غارديان
بين عامي 1957 و1959 نشر غالي ستة مقالات سردية قصيرة في ذا مانشستر غارديان (أعيدت تسميته ليصبح الغارديان في عام 1959). وتعد هذه المقالات هي أول أعمال غالي المنشورة. يروي المقال الأول، «صديقي كمال»، نشاط غالي السياسي في القاهرة في أواخر الأربعينيات. ويظهر هذا المقال بشكل خيالي في «بيرة في نادي البلياردو». تروي المقالات الأخرى، جنبًا إلى جنب مع مقال آخر نُشر في الجارديان عام 1965، تجاربه التي عاشها في المنفى في أوروبا: «صديقي كمال»، 5 يونيو 1957؛ «دروس للسيد لويجي» 21 أبريل 1958؛ «ثقافة ديملر» 24 نوفمبر 1958؛ «الكُتَّاب»، 29 كانون الثاني (يناير) 1959؛ «ساعي هندي»، ١٦ مارس ١٩٥٩؛ «قباطنة سفينتي»، ١٢ نوفمبر ١٩٥٩؛ «الورود حقيقية»، 20 فبراير 1965.

### بيرة في نادي البلياردو
بدأ غالي في تأليف رواية بيرة في نادي البلياردو أثناء إقامته في ستوكهولم وأكملها في ألمانيا الغربية. تم نشر الرواية لأول مرة بواسطة أندريه ديوتش في لندن عام 1964. أعيد طبعها بواسطة بينغوين في عام 1968 و"Serpent's Tail" في عامي 1987 و 2010. تمت ترجمة الرواية إلى الفرنسية، العبرية، الهولندية، العربية، الإيطالية، والإسبانية.
تدور أحداث الرواية حول شاب قبطي يُدعى رام، والذي -مثله مثل المؤلف- ليس لديه سوى القليل من المال، لكنه عاش حياة هنيئة. وهي رواية بارعة سياسيًا تدور أحداثها في الخمسينيات من القرن العشرين، وينتقد سردها المشروع الاستعماري البريطاني ونظام جمال عبد الناصر على حد سواء. يلتقي «رام» وصديقه «فونت» (الفقير أيضًا) بشيوعية يهودية من عائلة ثرية تدعى «إدنا» ويصادقانها. في ذلك الوقت، كان الصبيان طالبين في الجامعة وشاركا في مظاهرات ضد استمرار الوجود البريطاني في منطقة قناة السويس. تطورت قصة حب بين رام، وهو مسيحي قبطي، وإدنا، اليهودية المصرية. تشجع إدنا رام وفونت على إكمال تعليمهما، وتساعد في إرسالهما إلى لندن. تتعطل زيارة رام وفونت إلى لندن بسبب أزمة السويس عام 1956. عند عودته إلى القاهرة، يعاني رام من عنف نظام عبد الناصر.
تصور الرواية مجتمعين يمران بمرحلة انتقالية. بعد العدوان الثلاثي عام 1956، بدأت الأقليات الأجنبية في مصر بالمغادرة، وبدأ الطابع الكوسموبوليتاني للمدن المصرية في التلاشي. كما أوضحت أزمة السويس أيضًا نهاية عهد بريطانيا العظمى كقوة استعمارية. وتصور رواية «بيرة في نادي البلياردو» كلا التحولين.

### يوميات وجيه غالي: مصري في الستينيات المتأرجحة، تحريرمي حواس
تم نسخ يوميات غالي المكتوبة بخط اليد وتحريرها ونشرها في عامي 2016 و2017 في مجلدين. تغطي اليوميات السنوات الأخيرة من حياته، إذ يشمل المجلد الأول الفترة بين عامي 1964 و1966 ويشمل الثاني الفترة بين عامي 1966 و1968. وهذه اليوميات كانت أصلاً في حوزة ديانا آثيل التي انتحر غالي في شقتها وترك لها وصية بأن تحرر تلك اليوميات وتنشرها، لكنها اكتفت بكتابة مذكرات تدور حول علاقتها به بعنوان «بعد الجنازة» في العام 1986. وتبين أن النسخة التي كانت لدى آثيل من تلك اليوميات فُقدت، لكن عُثر في بداية 2014 على نسخة طبق الأصل منها، حفظتها ديبورا ستار من جامعة كورنيل، بعد أن صورتها خلال زيارة للندن سبقت ذلك التاريخ بنحو عشرة أعوام. وجرى نسخ المخطوطة وتحريرها «بدقة شديدة».
قضى غالي معظم الفترة بين 1964-1968 يعمل في فيلق الجيش البريطاني في بلدة ريدت الصغيرة (مونشنغلادباخ)، فيما كان يعرف آنذاك بألمانيا الغربية. غالبًا ما شعر بالاختناق في المدينة، لكنه كتب أن ألمانيا هي واحدة من الأماكن القليلة التي منحته حق اللجوء. غالبًا ما حلم بالانتقال إلى لندن، حيث شعر أن هناك الكثير من الفرص الفكرية والاقتصادية أمامه هناك. انتقل أخيرًا إلى هناك في عام 1966، ليعيش في منزل صديقته ديانا آتهيل واعتمد على مساعداتها المادية. من هناك، يصف غالي حياته المضطربة مع أتيل ونضاله الدؤوب في مواجهة إدمان الكحول والاكتئاب، وكتب عن انتقاداته للحياة الفكرية في لندن في الستينيات. كما تضمنت اليوميات رواية لزيارته لإسرائيل بعد أيام قليلة من حرب 1967، والأسباب التي دفعته للرحيل، والأشخاص الذين التقى بهم. قبل فترة وجيزة من رسالة انتحاره المؤلمة، يصف اللحظة التي اكتشف فيها أنه قد تم تجريده من جواز سفره المصري. تتضمن اليوميات المنشورة مقدمة ومقابلات مع آتهيل وأحد أقارب غالي وهو سمير بسطا، ابن خالته، ويسلط فيه الضوء على حياته العائلية وطفولته في مصر. وقد حرصت «الكتب خان» أن تقدم اليوميات في نسختها الكاملة دون حذف أو تشويه، «إيمانًا بقيمة العمل وأهميته للقارئ العربي، وما يشكله كوثيقة هامة لأحد ضحايا وشهود عصره المضطرب».

### كتابات غير منشورة
كان غالي يعمل على كتابة رواية ثانية عندما توفي في 5 يناير 1969. وعند وفاته، ترك أجزاءً من هذه الرواية غير المكتملة بالإضافة إلى ستة دفاتر مذكرات. قامت مكتبة جامعة كورنيل برقمنة أرشيف هذا العمل غير المنشور.

## آراء النقاد عنبيرة في نادي البلياردو
كتبت أهداف سويف أن «رواية وجيه غالي الممتازة» بيرة في نادي السنوكر « التي نشرها أندريه دويتش عام 1964، قد جذبت الانتباه وردود الأفعال النقدية الإيجابية. حدث الشيء نفسه عندما أعيد إصدارها في سلسلة»Penguin New Writers«عام 1968.» تمت مراجعة الرواية نقديًا بشكل إيجابي في كل من ذا تايمز ونيويورك تايمز، وكذلك في الغارديان، نيوستيتسمان، الملحق الأدبي للتايمز، ونيويوركر  ومنافذ أخرى. في مراجعته المعاصرة للرواية، يصف مارتن ليفين الكتاب بأنه «تحفة صغيرة في شكل رواية، تقوم بالعديد من الأشياء ببراعة مذهلة. تعطي نظرة مصري لمصر عبد الناصر، وتنقل تلك النظرة ببراعة نسيج هذه التجربة. تصور الصراعات السياسية قبل وبعد أزمة السويس بصور تتجاوز الابتذال الصحفي. وتخلق بطلًا أصيلاً ومعقدًا».
قبل عامين من صدور الطبعة الثالثة من الرواية، في رسالة إلى محرري مجلة لندن ريفيو أوف بوكس، كتب الروائي غابرييل يوسيبوفيتشي: «بيرة في نادي البلياردو هو أفضل كتاب كتب على الإطلاق عن مصر (أفضل حتى من»Goha le Simple" الذي كتبه جدي) ومن المؤسف أن تنفد نسخه".
ولدت كل طبعة لاحقة للكتاب مراجعات إيجابية إضافية، مما يدل على استمرار أهمية الرواية بعد عقود من كتابتها.
وردت الرواية في بعض التحليلات الثقافية بعد الإطاحة بالرئيس حسني مبارك في فبراير 2011. كتبت هيلين ستور رومريم أن «موضوعات الرواية تعكس خطابًا مشابهًا لذلك الخطاب الذي يملأ القاهرة اليوم». كتب نجار عظيمي أيضًا أن بيرة في نادي البلياردو «تقدم أوجه تشابه رائعة لمصر اليوم، حيث بدأ الفنانون والمفكرون والشباب عمومًا في تشكيل جمهورية ثقافية جديدة حتى في الوقت الذي يكافحون فيه أيضًا لاستكشاف اتجاهاتهم».

## رحلته إلى إسرائيل
بعد الحرب العربية الإسرائيلية عام 1967، زار غالي إسرائيل كصحفي مستقل. خلال إقامته التي استمرت لمدة ستة أسابيع من يوليو إلى سبتمبر 1967، كتب مقالتين في ذا تايمز. في ديسمبر 1967، سجل تأملًا لزيارته لهيئة الإذاعة البريطانية، ونُشر نصه في يناير 1968.
كان غالي قد حُرم بالفعل من تجديد جواز سفره المصري، لذلك لم يكن لديه الكثير ليخسره سياسيًا من خلال زيارة إسرائيل والتي كانت في حالة حرب مع مصر حينها. ومع ذلك، فقد عانى شخصياً من الانتقادات التي تلقاها من زملائه المصريين. وقال حلمي النمنم المؤرخ ووزير الثقافة المصري: «في مصر كان سفره إلى إسرائيل حدثا مهولا بين المثقفين والكتاب، وتم التنديد به، ونظر إليه باعتباره خائنا، ولكن جاء انتحاره ليسدل الستار عليه تماما». وقد عرف وجيه غالي في مصر مرة أخرى في أوائل القرن الحادي والعشرين، حيث صدرت ترجمة عربية لروايته، وتحدثت بعدها عدة دراسات عنه واصفة إياه بأنه «المطبع الأول» مع إسرائيل.

## الهوامش
1. 1 2  Athill، Diana (1986). After a Funeral. New York: Ticknor & Fields. ص. 43.
2. 1 2  شعير، محمد (19 أغسطس 2021). "وجيه غالي.. الروائي الذي اختُزلت مسيرته بزيارة إسرائيل في 1967". Asharq. مؤرشف من الأصل في 2021-09-21. اطلع عليه بتاريخ 2021-09-20.
3. ↑  Clement (2002). Clement and Hamouda (المحرر). Victoria College: A History Revealed. Cairo, Egypt: American University in Cairo Press. ص. 185.
4. 1 2 3 4  "وجيه غالي.. قصة كاتب مصري عاش في إسرائيل". قناة الغد. 11 يوليو 2016. مؤرشف من الأصل في 2016-07-19. اطلع عليه بتاريخ 2021-09-20.
5. ↑  Ghali، Waguih (5 يونيو 1957). "My Friend Kamal". The Guardian.
6. ↑  Soueif، Ahdaf (3 يوليو 1986). "Goat Face". London Review of Books. مؤرشف من الأصل في 2019-04-13.
7. ↑  Athill، Diana (1986). After a Funeral. New York: Ticknor & Fields.
8. ↑  Ghali, Waguih; Elisabeth Janvier (1965). Les Jeunes Pachas (بالفرنسية). Paris: R. Laffont.
9. ↑  Ghali، Waguih (1965). Mashkaot Harifim U-Ne'Arot Zolot: Roman Aktuali (بالعبرية). Tel Aviv: Mehkarim.
10. ↑  Ghali, Waguih; Paul Heijman (1990). Bier in de snookerclub (بالهولندية). Amsterdam: Nijgh & Van Ditmar.
11. ↑  Ghali، Waguih؛ Mahir Shafiq Farid؛ Hanaʼ Nasir (2006). Bira fi nadi al-bilyardu. Cairo: Dar al-ʻalam al-thalith.
12. ↑  Ghali، Waguih؛ Iman Mersal؛ Reem al-Rayyes (2013). Bira fi nadi al-bilyardu. Cairo: Dar al-Shuruq.
13. ↑  Ghali, Waguih (2009). Birra E Biliardo Al Cairo : Romanzo (بالإيطالية). Rome: Gremese.
14. ↑  Ghali, Waguih (2012). Cerveza En El Club De Snooker (بالإسبانية). Sajalin Editores.
15. ↑  Starr، Deborah (2006). "Drinking, Gambling, and Making Merry: Waguih Ghali's Search for Cosmopolitan Agency". Middle Eastern Literatures. ج. 9 ع. 3: 271–285. DOI:10.1080/14752620600999896.
16. 1 2 3  "أوراق كاتب مثير للجدل.. يوميات وجيه غالي في مجلدين عن الكتب خان | صور". بوابة الأهرام. مؤرشف من الأصل في 2020-11-29. اطلع عليه بتاريخ 2021-09-20.
17. 1 2 3  ""يوميات وجيه غالي" علامة فارقة في الكتابة الأنغلو عربية". اندبندنت عربية. 22 فبراير 2021. مؤرشف من الأصل في 2021-03-12. اطلع عليه بتاريخ 2021-09-20.
18. ↑  "«وجيه غالى» الكاتب الغامض في دائرة الضوء". الأهرام اليومي. اطلع عليه بتاريخ 2021-09-20.[وصلة مكسورة]
19. ↑  "رسائل الكاتب المصري وجيه غالي تكشف غموض انتحاره". العين الإخبارية. 25 فبراير 2020. مؤرشف من الأصل في 2021-09-21. اطلع عليه بتاريخ 2021-09-20.
20. ↑  Starr، Deborah (2006). "Drinking, Gambling, and Making Merry: Waguih Ghali's Search for Cosmopolitan Agency". Middle Eastern Literatures. ج. 9 ع. 3: 280–1. DOI:10.1080/14752620600999896.
21. ↑  "Waguih Ghali Unpublished Papers". Cornell University Library. مؤرشف من الأصل في 2020-11-09.
22. ↑  Souief، Ahdaf (3 يوليو 1968). "Goat Face". London Review of Books: 11–12. مؤرشف من الأصل في 2019-04-13.
23. ↑  "New Fiction". The Times. 20 فبراير 1964. ص. 16.
24. 1 2  Levin، Martin (14 يونيو 1964). "Futility Lurked at Every Corner". New York Times Book Review. ص. 4–5.
25. ↑  Webb، W. L. (21 فبراير 1964). "Anger in Egypt". The Guardian. ص. 9.
26. ↑  Bryden، Ronald (21 فبراير 1964). "Out of the Cradle". New Statesman: 301.
27. ↑  Kroll، Stephen (20 فبراير 1964). "Doubter on the Nile". Times Literary Supplement: 141.
28. ↑  West، Anthony (12 سبتمبر 1964). "Playing the Game". New Yorker: 203.
29. ↑  Ades، Albert؛ Albert Josipovici (1919). Le livre de Goha le Simple. Paris: Calmann-Levi.
30. ↑  Josipovici، Gabriel (24 يوليو 1986). "Out of Egypt". London Review of Books. ج. 8 ع. 13. مؤرشف من الأصل في 2018-10-09. اطلع عليه بتاريخ 2013-04-29.
31. ↑  Marcus، James (12 مارس 1968). "State of Shock". The Nation: 349–50.
32. ↑  Aspden، Rachel (4 ديسمبر 2012). "Review of Beer in the Snooker Club". The Guardian. مؤرشف من الأصل في 2010-12-06. اطلع عليه بتاريخ 2013-04-29.
33. ↑  Qualey، M. Lynx. "Beer in the Snooker Club: Egypt Then and Now". AGNI Online. مؤرشف من الأصل في 2016-11-09. اطلع عليه بتاريخ 2013-04-29.
34. ↑  Stuhr-Rommereim، Helen (24 يوليو 2011). "Revisiting Beer in the Snooker Club in Revolutionary Times". Egypt Independent. مؤرشف من الأصل في 2016-11-15.
35. ↑  Azimi، Negar (11 سبتمبر 2011). "What do Egypt's writers do now?". New York Times Book Review. ص. 35.
36. ↑  Ghali، Waguih (10 أغسطس 1967). "An Egyptian Watches Arab Anger Rise". The Times. London. ص. 6.
37. ↑  Ghali، Waguih (1 سبتمبر 1967). "An Egyptian's report from Israel". The Times. London. ص. 9.
38. ↑  Ghali، Waguih (11 يناير 1968). "An Egyptian in Israel": 50–52. {{استشهاد بدورية محكمة}}: الاستشهاد بدورية محكمة يطلب |دورية محكمة= (مساعدة)

## وصلات خارجية
- Literary Encyclopedia: Waguih ghali
- مثقفو القاهرة يبحثون عن وجيه غالي.
- Susie Thomas,"Waguih Ghali," The Literary Encyclopedia
- Susie Thomas on Ghali's 'Beer in the Snooker Club' on the London Fictions site
- Waguih Ghali Unpublished Papers: Diaries (1964-1968) and Manuscript Fragments